# Великий Окорск
Великий Окорск (укр. Великий Окорськ) — село в Затурцевской сельской общине Владимирского района Волынской области Украины.
До 2020 года входило в Локачинский район.
Код КОАТУУ — 0722482402. Население по переписи 2001 года составляет 284 человека. Почтовый индекс — 45524. Телефонный код — 3374. Занимает площадь 87 км².